# Сельское поселение «Село Чумикан»
Се́льское поселе́ние «Село Чумикан» — муниципальное образование в Тугуро-Чумиканском районе Хабаровского края Российской Федерации.
Административный центр — село Чумикан.

## История
Статус и границы сельского поселения установлены Законом Хабаровского края от 28 июля 2004 года № 208 «О наделении посёлковых, сельских муниципальных образований статусом городского, сельского поселения и об установлении их границ».

## Население
| 2003  | 2004  | 2005  | 2006  | 2007  | 2010  | 2011  |
| ----- | ----- | ----- | ----- | ----- | ----- | ----- |
| 1503  | ↘1404 | ↘1386 | ↘1365 | ↗1438 | ↘1244 | ↘1237 |
| 2012  | 2013  | 2014  | 2015  | 2016  | 2017  | 2018  |
| ↘1176 | ↘1129 | ↘1103 | ↘1089 | ↘1056 | ↘1045 | ↘1039 |
| 2019  | 2020  | 2021  |       |       |       |       |
| ↘1031 | ↗1053 | ↗1100 |       |       |       |       |

## Состав сельского поселения
| № | Населённый пункт | Тип населённого пункта       | Население |
| - | ---------------- | ---------------------------- | --------- |
| 1 | Неран            | село                         | ↘45       |
| 2 | Чумикан          | село, административный центр | ↘1055     |